# Modelo SECI
El modelo SECI de Nonaka y Takeuchi es un marco teórico para comprender la creación y transferencia del conocimiento en organizaciones. Fue introducido por Ikujiro Nonaka y Hirotaka Takeuchi en 1996 y se ha convertido en la piedra angular de la teoría de la creación y transferencia del conocimiento. El modelo propone cuatro formas en que el conocimiento puede combinarse y convertirse, mostrando cómo el conocimiento se comparte y se crea en la organización. El modelo SECI se basa en los dos tipos de conocimiento: el conocimiento tácito y el conocimiento explícito (Nonaka, I & Takeuchi, H. 1999, pp. 62).
La creación de conocimiento en el modelo SECI también se basa en el supuesto crítico de que el conocimiento se crea y se expande involucrando la conversión que existe entre el conocimiento tácito y explícito. Dentro de las cuatro formas en que el conocimiento puede darse, encontramos: Socialización, Exteriorización, Combinación e Interiorización. (Nonaka, I & Takeuchi, H. 1999, pp. 62).

## Cuatro Formas de Conversión de Conocimiento
Nonaka, I & Takeuchi, H. (1995) mencionan que la conversión del conocimiento sucede de las siguientes cuatro maneras:
- Conocimiento tácito a tácito: Socialización
- Conocimiento tácito a explícito: Exteriorización
- Conocimiento explícito a explícito o combinado: Combinación
- Uso de tres formas de conversión: Interiorización

De los procesos anteriores, se nombra el modelo SECI a partir de las siglas S (Socialización), E (Exteriorización), C (Combinación) e I (Interiorización). 
Mora, Y & Cruz, M. (2018) describen los cuatro procesos de la siguiente manera:
La socialización es el proceso mediante el cual los individuos comparten experiencias con la interacción social previa que les permitió adquirir y desarrollar el conocimiento. La exteriorización se da en un ambiente de interacción con interlocutores y aumenta la capacidad de replicar los nuevos conocimientos adquiridos entre los individuos. Combinación busca convertir el conocimiento, mediante la creación de una herramienta, con oportunidad de multiplicar los productos obtenidos y adaptarlos a las necesidades del entorno. Y finalmente la interiorización, es el proceso de “saber hacer”. El individuo logra ponerlo en práctica e interiorizar, siendo fundamental saber guiar a los individuos, canalizar de manera correcta los conocimientos adquiridos y pueda darse un mejor aprovechamiento por parte del individuo (pp.39). 

## Dimensiones de Conocimiento Organizacional
Nonaka y Takeuchi (1999), refieren que la teoría se centra en los niveles de las entidades creadoras del conocimiento (individual, grupal, organizacional e interorganizacional) y considera dos dimensiones para la creación de conocimiento (epistemológica y ontológica), y esto se puede dar en forma de espiral.
Las dimensiones que existen son epistemológica y ontológica. De las cuales, es importante analizar cada una:
- Epistemológica

Plantea que el conocimiento puede ser tácito o explícito.
"El conocimiento tácito es personal y de contexto específico. Es difícil de formalizar y comunicar; y el conocimiento explícito se puede transmitir utilizando el lenguaje formal y sistemático". (Palacios, E. 2017. pp. 16).
- Ontológica

El conocimiento es creado solo por los individuos, lo que implica que una organización no puede crear conocimiento por sí sola. La empresa apoya a individuos creativos o prevé los contextos que necesitan para que creen conocimiento, por tanto, la creación de conocimiento organizacional debe ser entendida como un proceso que amplifica organizacionalmente el conocimiento creado por los individuos y los solidifica como parte de la red de conocimiento de la organización. Esto se lleva a cabo en el interior de una creciente comunidad de interacción, la cual atraviesa niveles y fronteras inter-organizacionales (Palacios, E. 2017, pp. 17).

## Espiral del conocimiento
Más adelante, en el año 2000, Nonaka, Toyama and Konno consideraron que la conversión del conocimiento sucede en un proceso en espiral interactivo (en Palacios, E. 2017. pp. 12).
Con relación al modelo en espiral Palacios, E. (2017) menciona que:
“Este proceso de creación de conocimiento es dinámico e interactivo, por lo tanto, el modelo SECI tiene como objetivo conocer cómo se desarrolla en cada una de las dos dimensiones y cómo se relacionan entre sí, para que se logre la creación de conocimiento organizacional y se dé la espiral de conocimiento a través de las cuatro formas de conversión del conocimiento: socialización, exteriorización, combinación e interiorización” (pp. 18). 
El Modelo de Nonaka y Takeuchi toma forma a partir de la afirmación que ambos tipos de conocimiento son complementarios y que su interacción le da sentido a la experiencia humana, es decir, que en cierto momento convergen para ser uno solo o causando un solo efecto, generando o gestionando conocimiento (Mora, Y & Cruz, M. 2018. pp. 39).